# オール仮面ライダー ライダージェネレーション
『オール仮面ライダー ライダージェネレーション』は、2011年8月4日にバンダイナムコゲームス（後のバンダイナムコエンターテインメント）から発売された特撮テレビドラマシリーズ「仮面ライダーシリーズ」を題材としたアクションゲームである。
2012年8月2日に発売された第2作『オール仮面ライダー ライダージェネレーション2』、および2016年12月1日に発売された第3作『オール仮面ライダー ライダーレボリューション』についても本記事で扱う。

## 概要

### 概要（第1作）
仮面ライダーシリーズ生誕40周年を記念して発売されたアクションゲーム。仮面ライダーシリーズのニンテンドーDSでのゲーム化は2010年に発売された『仮面ライダーバトル ガンバライド カードバトル大戦』に次いで2作目である。
プレイヤーとNPCのパートナーを選択し、ライダー毎の技やアビリティを駆使して攻略していく。ステージは全て直進で現れた怪人たちを全滅させ、アイテムを拾いながら進んで最後の一体を倒せばクリア（『ザ・グレイトバトルIII』と同じ形式）の基本ステージ・自動スクロールする画面をプレイヤーのみで疾走し、障害物を避けながらゴールを目指すステージ・宿敵と対決するボスステージの3種類が存在する。
世界観は1つの世界にディケイドを除いた歴代仮面ライダーが存在しているということになっており、時間を越えた時期は作品毎に様々でWのように戦いを続けている者もいればファイズ（テレビシリーズ最終話エピローグで語られる「自分の夢を持てた」ことを話している）のように後日を過ごしていた者もいる。
ディケイドは過去の記憶を取り戻している、キバは音也との邂逅を果たしている、シンはライダーベビーを守るために戦っている、アマゾンはモグラ獣人が生存しているといった具合で、当然のことながら宿敵が登場しているライダーは、元の時代での決着がつく以前の彼らである。

### 概要（『2』）
第2作『オール仮面ライダー ライダージェネレーション2』では、先行登場となるウィザードを含めた50人のライダーが使用可能となり、ゲームオリジナル含め53種類の怪人と合わせライダーゲーム史上最多となる総勢103キャラクターが登場する。本作品では前作のニンテンドーDSに加え、PSPとのマルチプラットフォームとなっている。
PSP版では連続攻撃を発動した時、さらに条件を満たしていると操作ライダーと相性がいいライダーが「サードライダー」として一定時間出現し、戦闘する。DS版では前作同様下画面のキャラクターイラストをタッチすることで即座に回復アイテムが使用可能。
予約特典として50体のライダーが即時使用可能になるパスワード付きステッカーブックが同梱されている。
キャッチコピーは「100キャラ大戦!!」
時間軸的には前作の主人公格だったオーズはアンクが不在ながら主要コアメダル全てを有しているため『MOVIE大戦MEGA MAX』以降、Wはワールドボスであるエターナルとの会話から『仮面ライダーエターナル』においてエターナルの過去を知った後と思われる。
本作品には通常版の他、バンダイナムコゲームスの通信販売サイト限定のララビットマーケット特装版もあり、天ノ川学園高校バッグオリジナルポーチ・如月弦太朗の友情モバイルクリーナーの『仮面ライダーフォーゼ』に関連した2種類のアイテムが同梱されている。

### 概要（『レボリューション』）
シリーズ初のニンテンドー3DS用タイトルとなった第3作『オール仮面ライダー ライダーレボリューション』では、当時の現行ライダーだったエグゼイドをはじめとする70人以上のライダーが使用可能となる。
キャッチコピーは「全てのライダー世代（ジェネレーション）に告ぐ! この革命（レボリューション）を体感せよ!!」
本作品には『仮面ライダーエグゼイド』の劇中に登場するアクションゲーム『マイティアクションX』のダウンロードコードが封入されている。通常版の他にも、限定版の超エグゼイドボックスもあり、カイガンゴーストガシャット・マイティのキーホルダー・リバーシブルA2ポスターの『エグゼイド』に関連した3種類のアイテムが同梱されている。

## あらすじ

### あらすじ（第1作）
グリードとのオーメダル争奪戦の日々を送る仮面ライダーオーズの前に突然、時の列車デンライナーが現れる。その中から降りてきたのは仮面ライダーWと仮面ライダー電王だった。
ジュダという時間犯罪者が時空の狭間にて悪の組織を集結させ、そこを様々な時間を雑ぜ合せた異空間に変質させる。この事態を重く見た彼らも仮面ライダーを招集しているのだという。
ジュダの目的と正体は？ 謎が交錯する時空を越え、続々と集結する怪人たち、そして仮面ライダー。ライダー史上かつてない戦いの幕が開こうとしていた。

### あらすじ（『2』）
暗闇の中、何者かの指が謎のスイッチを押す。「使わせてもらうぞ、お前の「スイッチ」を!!」。そして異変は天ノ川学園高校の仮面ライダー部に及んだ。
部室のラビットハッチで活動していた彼らは謎の振動と共に、荒廃した街に部室ごと飛ばされていたのだ。仮面ライダー部の仮面ライダーフォーゼと仮面ライダーメテオは現地調査のため未知の世界へに降り立つ。
そこで待っていたのは自身らと同じように謎の転移にあった伝説の仮面ライダーたち、そして彼らやフォーゼによって既に倒された筈の怪人軍団だった。一体何が起ころうとしているのか?

### あらすじ（『レボリューション』）
とある場所で仮面ライダーエグゼイドが囚われていたが、何者かに手錠を外される。自由になったエグゼイドは謎の声の指示に従って、先へと進んでいく。

## 登場キャラクター

### 第1作より登場

#### プレイアブルキャラクター（第1作）
物語開始時は冒頭に登場した三人が先発隊として敵地に乗り込み、他のライダーとは現地で落ち合うという段取りになっている。
仮面ライダーフォーゼ
- 登場形態：ベースステイツ、エレキステイツ（『2』より）、ファイヤーステイツ（『2』より）、マグネットステイツ（『2』より）、ロケットステイツ（『2』より）、コズミックステイツ（超必殺技のみ〈『2』より〉）
- サードライダー：メテオ（『2』）、オーズ（『2』）
- ライダーアビリティ：スイッチ（第1作） - 使用技に合わせて手足の部位に、ロケットモジュール（上段拳）・ランチャーモジュール（前方ミサイル）・ドリルモジュール（跳び蹴り）を装着する。
スイッチチェンジ（『2』より） - アストロスイッチを換装し、40種以上の技を変更したりエレキ・ファイヤー・マグネットステイツにチェンジすることができる。
- 超必殺技：ライダーロケットドリル宇宙キック（ベースステイツ〈『2』より〉）、ライダー超銀河フィニッシュ（コズミックステイツ〈『2』より〉）、ライダーダブルキック・ジェネレーション（フォーゼ ベースステイツ&メテオ〈『2』〉）
- 変身者：如月弦太朗
- 声 - 福士蒼汰（『2』）

第1作ではパスワードで解放される隠しライダーのため、ボイスを含めたボスとの掛け合いや超必殺技はなく、アビリティも技の一部だがステータスが高く、必殺技も強力。
『2』ではストーリー上の主人公格で最初から使用可能となり、ボスとの掛け合いや超必殺技も追加された。
仮面ライダーオーズ
- 登場形態：タトバコンボ、ガタキリバコンボ、ラトラーターコンボ、サゴーゾコンボ、タジャドルコンボ、シャウタコンボ、プトティラコンボ（超必殺技のみ）
- 連携パートナー：バース（第1作）、フォーゼ（『2』）、W（『2』）
- ライダーアビリティ：メダルコンボチェンジ - タトバ・ガタキリバ・ラトラーター・サゴーゾ・タジャドル・シャウタの6コンボに変身可能。それぞれの形態で技やステータスが大幅に変化する。
- 超必殺技：オーズバッシュ（タトバコンボ）、ストレインドゥーム（プトティラコンボ）、オーズバッシュ&ブレストキャノンシュート（オーズ タトバコンボ&バース・デイ）、ライダーダブルキック・CORE（オーズ タジャトルコンボ&W CJGX〈『2』〉）
- 変身者：火野映司
- 声 - 渡部秀

第1作ではストーリー上の主人公格。冒頭でグリードの送り込んだヤミーたちを倒した直後に現れた電王に事件の詳細を聞かされ、協力を快く引き受ける。
欲望と戦って来た戦士として、それに憑かれたジュダを何としても止めると宣言する。
前述した通り、『2』では主要コンボメダルがそろっている一方でアンクがいないことから『MOVIE大戦MEGA MAX』以降と思われる。
仮面ライダーバース
- 登場形態：ノーマル、バース・デイ（超必殺技のみ）
- 連携パートナー：オーズ（第1作）、バース・プロトタイプ（『2』）
- ライダーアビリティ：コインゲット（第1作） - 他ライダーよりも入手できるコインの数が増加する。
カンドロイド（『2』） - タカ・タコ・電気ウナギカンドロイドのいずれかを呼び出して援護させる。
クレーンアーム（『レボリューション』） - 敵を引き寄せることができる。
- 超必殺技：ブレストキャノンシュート（バース・デイ）、オーズバッシュ&ブレストキャノンシュート（バース・デイ&オーズ タトバコンボ）
- 変身者：伊達明（第1作）、後藤慎太郎（『2』より）
- 声 - 岩永洋昭（第1作）、君嶋麻耶（『2』より）

第1作では3-3「灼熱」突破後に合流。各ボスともジョークを交えた飄々とした掛け合いが多いが、仕事は迷いなくキッチリとこなす。
『2』からは変身者が後藤に代わり、伊達は後述のプロトタイプに変身する。
仮面ライダーW
- 登場形態：サイクロンジョーカー、ヒートメタル、ルナトリガー、ヒートジョーカー、ルナメタル、サイクロントリガー、ファングジョーカー、サイクロンジョーカーエクストリーム（超必殺技のみ）、サイクロンジョーカーゴールドエクストリーム（オーズとの連携必殺技のみ〈『2』〉）
- ライダーアビリティ：メモリチェンジ - サイクロンジョーカー・ヒートメタル・ルナトリガーの3形態に変身可能。オーズと同様にそれぞれ技・ステータスが大幅に変化する。
- 超必殺技：ビッカーファイナリュージョン（サイクロンジョーカーエクストリーム）、ライダーダブルキック・CORE（W CJGX&オーズ タジャトルコンボ〈『2』〉）
- 変身者：左翔太郎&フィリップ（園咲来人）
- 声 - 桐山漣、菅田将暉（第1作）

第1作ではジュダ追跡の仕事を依頼されて電王に同行、開始時から使用可能。
フィリップの検索能力により、他ライダーより宿敵の詳細な情報を得ることが可能。
ジョーカー（切り札）の記憶を行使することからトランプをトレードマークにしているジェネラルシャドウに勝負を挑まれる。
仮面ライダーディケイド
- 登場形態：ノーマル、各種カメンライド（ディケイドクウガ マイティフォーム&ドラゴンフォーム、ディケイドアギト グランドフォーム&フレイムフォーム、ディケイド龍騎、ディケイドファイズ、ディケイドブレイド、ディケイド響鬼、ディケイドカブト ライダーフォーム、ディケイド電王 ソードフォーム&アックスフォーム、ディケイドキバ キバフォーム&ガルルフォーム）、コンプリートフォーム（超必殺技のみ）
- ライダーアビリティ：カメンライド - 選択したクウガからキバまでの9人の平成ライダーの一部の必殺技を使用可能。
- 超必殺技：強化ディメンションキック（コンプリートフォーム）
- 変身者：門矢士
- 声 - 井上正大

第1作では3-3「灼熱」進行中に合流。かつての宿敵だった月影ノブヒコ（平行世界のシャドームーン）のことでシャドームーンとの因果を感じて「通りすがりの仮面ライダーだ」と決まりのフレーズを名乗り、破壊者とされる者同士だとジュダに共感を求められるが、今の自分が破壊すべきは彼の狂気とした。
仮面ライダーキバ
- 登場形態：キバフォーム、ガルルフォーム、バッシャーフォーム、ドッガフォーム、エンペラーフォーム（超必殺技のみ）
- 連携パートナー：電王（第1作）、イクサ（『2』）
- ライダーアビリティ：キバットバットIII世（第1作） - 必殺技で敵を撃破すればキバットの激励で体力が少し回復する。
ダークネスムーンブレイク（『2』より） - 強力な飛び蹴りを放ち、敵を倒すと体力が回復する。
- 超必殺技：エンペラームーンブレイク（エンペラーフォーム）、ダブルライダーキック（超ボイスターズキック&エンペラームーンブレイク）（キバ エンペラーフォーム&電王 超クライマックスフォーム）
- 変身者：紅渡

第1作では3-1「火山地帯」進行中に合流。「生きるために人間の存在を奪う異形の子」としてジュダに精神的攻撃を受けるが「大事なのは魂」という父・音也の教えによって迷いなく振り払った。
仮面ライダー電王
- 登場形態：ソードフォーム、ロッドフォーム、アックスフォーム、ガンフォーム、ウイングフォーム（『2』）・超クライマックスフォーム（超必殺技のみ）
- 連携パートナー：キバ（第1作）、ゼロノス（『2』）、NEW電王（『2』）
- ライダーアビリティ：クライマックス！ - 敵に遭遇すると、ランダムで攻撃力・防御力が強化される。
- 超必殺技：超ボイスターズキック（超クライマックスフォーム）、ダブルライダーキック（超ボイスターズキック&エンペラームーンブレイク）（電王 超クライマックスフォーム&キバ エンペラーフォーム）
- 変身者：野上良太郎（『2』より）
- 声 - 関俊彦（モモタロス）・遊佐浩二（ウラタロス）・てらそままさき（キンタロス）・鈴村健一（リュウタロス）・三木眞一郎（ジーク〈『2』〉）

第1作では本編変身者の野上良太郎は既にデンライナーを降りた後のため未登場であり、モモタロスが変身する。同じイマジンのウラタロス、キンタロス、リュウタロスは技使用時の声のみ登場する。
第1作ではゲーム開始時から使用可能。『2』からは良太郎と合流している。
仮面ライダーカブト
- 登場形態：ライダーフォーム、ハイパーフォーム（超必殺技のみ）
- 連携パートナー：ファイズ（第1作）、ガタック（『2』）
- ライダーアビリティ：クロックアップ - 一時的に時間の流れを遅らせて（ゲームではほぼ時間停止）、自分だけ行動可能。他ライダーには真似できない追撃も可能。『2』において『仮面ライダーカブト』出典のライダー（カブト、ガタック、キックホッパー、パンチホッパー）は別のライダーの発動したクロックアップの影響を受けない。
- 超必殺技：マキシマムハイパーサイクロン（ハイパーフォーム）、フォトンバスター&マキシマムハイパーサイクロン（カブト ハイパーフォーム&ファイズ ブラスターフォーム）
- 変身者：天道総司

第1作では1-ボス「カードに潜む影」突破後に合流。宿敵らに、尊敬するおばあちゃんの言葉・「天の道」を投げかけ、決して揺らがない自信・決意を見せる。
仮面ライダー響鬼
- 登場形態：ノーマル、響鬼紅、装甲響鬼（超必殺技のみ）
- ライダーアビリティ：ディスクアニマル（『2』まで） - 動物の魂が宿る音式神・茜鷹による援護攻撃。ダメージ・隙を与えて追撃しやすくする。『2』では瑠璃狼と緑大猿も呼び出せるようになった。
音撃打爆裂真紅の型（『レボリューション』）
- 超必殺技：音撃刃・鬼神覚声（装甲響鬼）
- 変身者：ヒビキ（日高仁志）
- 声 - 細川茂樹（『レボリューション』）

第1作では2-ショップ通過後に合流。ジュダから「魔化魍の言い分を聞かずに彼らを消し去る者」だと精神的攻撃を受けるが、鬼の力で人を守ることにただ胸を張っている響鬼には無意味だった。
仮面ライダーブレイド
- 登場形態：ノーマル、ジャックフォーム（『2』より）、キングフォーム（超必殺技のみ）
- 連携パートナー：ストロンガー（第1作）、ギャレン（『2』）
- ライダーアビリティ：ラウズカードチェンジ - アンデッドを封印したラウズカードの能力により、使用技の特性を変化・強化する。
- 超必殺技：ロイヤルストレートフラッシュ（キングフォーム）、電ドリルキック&ロイヤルストレートフラッシュ（ブレイド キングフォーム&ストロンガー）
- 変身者：剣崎一真
- 声 - 椿隆之（『2』より）

第1作では1-ショップ通過後に合流。スペードのAモチーフのライダーであることから「スペードのK」を名乗るジェネラルシャドウに勝負を挑まれる。ジュダに対して「（歴史を改変する過程で）消えてしまう命はどうなる？」と問い、「そんな（簡単に消える）ものなくていい」と一蹴されて憤怒する。
『2』での会話から既に体はジョーカーとしてアンデッド化しており原作最終話後の時間軸から来たと思われる。
仮面ライダーファイズ
- 登場形態：ノーマル、アクセルフォーム、ブラスターフォーム（超必殺技のみ）
- 連携パートナー：カブト（第1作）、カイザ（『2』）
- ライダーアビリティ：アクセルフォーム - 瞬間的にアクセルフォームに変身して攻撃する。必殺技からのキャンセル行動も可能。『2』では「ファイズアクセル」を購入すると強化クリムゾンスマッシュが発動できるようになる。
- 超必殺技：フォトンバスター（ブラスターフォーム）、マキシマムハイパーサイクロン&フォトンバスター（ファイズ ブラスターフォーム&カブト ハイパーフォーム）
- 変身者：乾巧
- 声 - 半田健人（『レボリューション』）

第1作では2-ボス「眠りし記憶」突破後に合流。ジェネラルシャドウからは「『5』のスリーカード」と表現され、その性格から反りが合わない。
仮面ライダー龍騎
- 登場形態：ノーマル、サバイブ（超必殺技のみ）
- ライダーアビリティ：ドラグレッダー - 契約モンスターの無双龍ドラグレッダーによる援護攻撃。
- 超必殺技：ドラゴンファイヤーストーム（サバイブ）
- 変身者：城戸真司
- 声 - 須賀貴匡（『レボリューション』）

第1作では3-2「炎のロード」突破後に合流。本作品においても宿敵らの望みを「それは聞き入れられない」または「（自分が闘って来たライダーたちのものと比べて）くだらない」と全て一蹴している。
仮面ライダーアギト
- 登場形態：グランドフォーム、ストームフォーム、フレイムフォーム、トリニティフォーム、バーニングフォーム、シャイニングフォーム（超必殺技のみ）
- 連携パートナー：クウガ（第1作）、G3-X（『2』）、ギルス（『2』）
- ライダーアビリティ：オルタチャージキック - ボタンを押し続けて、威力が増す『ライダーキック』を放つ。
- 超必殺技：シャイニングライダーキック（シャイニングフォーム）、パイロキネシス&シャイニングライダーキック（アギト シャイニングフォーム&クウガ アルティメットフォーム）
- 変身者：津上翔一
- 声 - 賀集利樹（『レボリューション』）

第1作では2-4「襲撃」突破後に合流。
仮面ライダークウガ
- 登場形態：マイティフォーム、ドラゴンフォーム、ペガサスフォーム、タイタンフォーム、ライジングマイティ（『2』より）、ライジングドラゴン（『2』より）、ライジングペガサス（『2』より）、ライジングタイタン（『2』より）、アルティメットフォーム（超必殺技のみ）
- 連携パートナー：アギト
- ライダーアビリティ：サムズアップ！（第1作） - 敵を必殺技で倒した後に発動すると、ランダムでアイテムが手に入る。回復アイテムが出ないステージで（ランダムだが）回復アイテムを得ることも可能。
ライジングパワー（『2』より） - ライジング4種へとパワーアップし、技が強化される。
- 超必殺技：パイロキネシス（アルティメットフォーム）、パイロキネシス&シャイニングライダーキック（クウガ アルティメットフォーム&アギト シャイニングフォーム）
- 変身者：五代雄介

第1作では2-3「闇夜の密林」突破後に合流。シャドームーンと対面した際には戦う意思はなかったが、彼のBLACKに対する執着を放っておけなくなる。
仮面ライダーJ
- 登場形態：ノーマル、ジャンボフォーメーション
- ライダーアビリティ：Jパワー - Jストーンの力で超必殺技の発動に必要なライダーゲージが上昇しやすくなる。
- 超必殺技：ジャンボライダーキック（ジャンボフォーメーション）
- 変身者：瀬川耕司

第1作では3-4「業火の試練」突破後に合流。ドラスが危険な存在だという大地の声を聞き入れて彼に立ち向かい、自然環境の破壊を見てきた経験からジュダに「過ちを犯した人間を何人も知っている」と語る。
仮面ライダーZO
- ライダーアビリティ：ヒーリング - レッドコアに宿る大自然の力で体力が少しずつ回復する。
- 超必殺技：ZOキック
- 変身者：麻生勝

第1作では2-1「深き森へと」突破後に合流。ネオ生命体・ドラスを生み出した原因は自分にもあるとして決着を付けることを誓い、師の望月敏郎博士と同じ過ちに向かうジュダを止めようとする。
仮面ライダーシン
- ライダーアビリティ：体細胞活性化 - 自身が攻撃している最中に敵の攻撃を受けても仰け反らない。そのためスキの大きい技も他ライダーに比べ当てやすい。
- 超必殺技：ハイバイブネイル
- 変身者：風祭真

第1作では1-4「地獄の特訓」突破後に合流。そのライダーとなった生い立ちゆえ、狂科学者に対する憎悪は他の改造人間系ライダーと比較しても余りにも激しく、科学者に生み出されてしまった敵のドラスにも一定の同情を投げかけるほどである。
さらに息子であるライダーベビーさえも実験の対象としているジュダに殺意とも言える敵対心を露わにする。
仮面ライダーBLACK RX
- 登場形態：RX、ロボライダー、バイオライダー
- 連携パートナー：BLACK
- ライダーアビリティ：太陽の奇跡 - 体力が少なくなると、一度だけ全回復すると同時に攻撃力・防御力が一定時間強化される。確実に発動するため、実質的にRXは他ライダーより倍の体力ということになる。
- 超必殺技：リボルクラッシュ（RX）、ライダーキック&リボルクラッシュ（RX&BLACK）
- 変身者：南光太郎
- 声 - 倉田てつを（『レボリューション』）

第1作では1-2「戦いの荒野」進行中に合流。過去の自分と同様に親友であったシャドームーンに人間の心を取り戻させるために奮闘し、私欲のために彼を利用したジュダに憤怒した。
仮面ライダーBLACK
- 連携パートナー：BLACK RX
- ライダーアビリティ：バイタルチャージ - 力を溜めることで最初の一撃が強化される。「キングストーン」の購入によって2回チャージ可能になり、その場合は最初の一撃がチャージなしと比べて4倍ほど上昇する。
- 超必殺技：ライダーキック、ライダーキック&リボルクラッシュ（BLACK&RX）
- 変身者：南光太郎
- 声 - 倉田てつを（『レボリューション』）

RXの過去の姿だが、本作品では互いに別の時間軸の存在となっている。
第1作では3-ボス「太陽の裁き」突破後に合流。その意思を植え付けられる前に脱走し、逃げられなかったシャドームーンを救うために彼を支配する意思と闘う。RX同様に彼を実験道具だと吐き捨てたジュダに憤怒する。
仮面ライダーZX
- ライダーアビリティ：レーダー攪乱煙幕（『2』まで） - 敵の攻撃を受けた際に放射して、離脱（瞬間移動）できる。
隠密（『レボリューション』） - 一定時間、敵に見つからなくなる。
- 超必殺技：ZXキック
- 変身者：村雨良

第1作では4-2「凍える洞窟」突破後に合流。
仮面ライダースーパー1
- ライダーアビリティ：チェンジハンド - 腕（ファイブハンド）を敵の弱点に合わせてスーパー、熱、冷、エレキの4種類に換装する。
- 超必殺技：スーパーライダー月面キック
- 変身者：沖一也

第1作では2-2「霧への誘い」突破後に合流。ジュダからは自身と同じ「未知への探究心」による結果とされていたが、その力を「人類の希望」として彼に対してはただの「欲」とした。
スカイライダー
- 登場形態：強化後
- ライダーアビリティ：セイリングジャンプ - 空中ダッシュが可能。
- 超必殺技：三点ドロップ（強化後）
- 変身者：筑波洋

第1作では4-1「高山地帯」突破後に合流。ジュダに対して「人を救うために力を与えた恩人と自身の欲のために力を使うのは違う」と彼の理想を否定する。
仮面ライダーストロンガー
- 連携パートナー：ブレイド（第1作）、スカイライダー（『2』）
- 登場形態：ノーマル、チャージアップ（超必殺技のみ〈『2』より〉）
- ライダーアビリティ：エレキチャージ - 時間の経過に伴って電気エネルギーがチャージされ、必殺技が強化される。
- 超必殺技：電ドリルキック（第1作）、電ドリルキック&ロイヤルストレートフラッシュ（ストロンガー&ブレイド キングフォーム〈第1作〉）、超電子ドリルキック（チャージアップ〈『2』より〉）
- 変身者：城茂

第1作では1-3「疾走地下通路」突破後に合流。自身との決着を付けることに固執するジェネラルシャドウに呆れながらも応じる。
仮面ライダーアマゾン
- ライダーアビリティ：ジャングルジャンプ - 2段ジャンプが可能。
- 超必殺技：スーパー大切断
- 変身者：アマゾン（山本大介）

第1作では1-3「闇夜の密林」進行中に合流。宿敵らの小難しい考えは理解できないが、「トモダチ」がいない悲しい存在であることを悟っている。
仮面ライダーX
- ライダーアビリティ：ロングボール：体力を消費して、周囲の敵を薙ぎ払う。
- 超必殺技：真空地獄車
- 変身者：神敬介

通称「Xライダー」。
第1作では3-ショップ通過後に合流。同じ「父親に与えられた身体」を持つドラスに共感を持ち、「その力の使い方は間違っている」と彼を諭すために向き合い、アポロガイストとの決着はお互いに宿命だと感じている。ジュダは父・神啓太郎と自分は同胞としたが狂気に駆られ、自身のためだけに科学を使う彼を否定する。
ライダーマン
- 連携パートナー：V3
- ライダーアビリティ：ロープアーム - 対象を攻撃すると共に射程圏内に引き寄せる。
- 超必殺技：アタッチメント攻撃
- 変身者：結城丈二

第1作では3-1「火山地帯」突破後に合流。かつては悪に加担していた科学者のため、同じ科学者としてジュダの過ちを止めると決意する。
仮面ライダーV3
- 連携パートナー：ライダーマン
- ライダーアビリティ：V3バリヤー - 体力を消費してバリアを張り、一時的に無敵になる。
- 超必殺技：V3反転キック
- 変身者：風見志郎

第1作では1-1「偽りの都市」突破後に合流。
仮面ライダー2号
- 連携パートナー：1号、V3（『2』）
- 登場形態：新2号
- ライダーアビリティ：不屈の闘志（第1作） - 力尽きても低確率で復活できる。
力の2号（『2』より） - ハードアタックを当て続けると技の威力が上昇する。
- 超必殺技：ライダーパンチ（新2号）、ライダーダブルキック（新2号&新1号）
- 変身者：一文字隼人

「力の2号」の異名の通り、パワフルな戦法が得意。第1作では2-2「霧への誘い」進行中に合流。
仮面ライダー1号
- 連携パートナー：2号、V3（『2』）
- 登場形態：新1号
- ライダーアビリティ：ライダーの教え（第1作） - パートナーライダーが強化される。1号がパートナーの場合は発動しない。
技の1号（『2』より） - コンボを10ヒット以上繋げると以降の技の威力が上昇する。
- 超必殺技：ライダーキック（新1号）、ライダーダブルキック（新1号&新2号）
- 変身者：本郷猛

「技の1号」の異名の通り、本作品でも全ライダー随一のコンボ数を誇る。
第1作では1-2「戦いの荒野」突破後に合流。同じ科学者としての気持ちを汲むようにジュダに迫られるが拒絶する。

#### 協力者（第1作）
アンク
- 声 - 三浦涼介

ステージ進行中の指示を出す。
ナオミ
- 声 - 秋山莉奈

ショップを開いてコインを回復アイテム「ライフチャージ」や強化アイテムと交換してくれる。

#### 宿敵（第1作）
ジュダ
第1作におけるオーズの宿敵。本来は未来にいた科学者だったが時間犯罪に巻き込まれ、「時間警察」と出会ったことで時間を行き来する術を知り、「歴史の分岐点である仮面ライダーが一斉に消滅すれば世界はどうなるのか？」という狂気の実験を開始した。
歴代悪の組織が持つ能力を全て取り込み、生身の身体でありながら二又槍を自在に操ってライダーたちを圧倒する。
同じ科学者である1号やライダーマンとの確執、科学によって生み出されたXライダー、スカイライダー、スーパー1、ZO、シンに対する興味、間違った方向に走る人間の末路を見てきたJとの反発、生命の繋がりを守ろうとするブレイドとの対立、異形の存在である響鬼やキバに対する存在の定義、世界の破壊者とされるディケイドとの理解を求めるなど多くのライダーにそれぞれ違った顔を見せる。
『2』では登場しないが、ゴウラとの繋がりが会話で言及される。
仮面ライダージュダ
ラスボス。今までの戦いの記録でライダーの技をも取り込み、巨大な5枚羽を持つ全長3メートルはあろうかという異形の仮面ライダーに変身したジュダ。気象を操るフォームチェンジと、その能力を上乗せしたライダーキックを放つ。白の基本形態から変化していき、青い形態は風と氷結、赤い形態は炎と雷、黒の最強形態はその全てに加えて暗黒の力を追尾弾にして操るほか、波動のように撃ち出す。
シャドームーン
- ライダーアビリティ：シャドーフラッシュ - 溜めるほど威力が上がるビームを放つ。
- 超必殺技：シャドーキック
- 変異者：秋月信彦
- 声 - てらそままさき

エリア4のボス。
世紀王専用の魔剣サタンサーベルとキングストーンの秘術を使いライダーを攻撃してくる。
BLACKへの執着ゆえに彼を差し出せば見逃すとクウガに迫るがその姿を危ういとされて断られ、自身を知っているというディケイドに、彼に相対してきた敵と同じように「貴様、何者だ？」と問う。同時間軸から来たBLACKは当然、彼の未来であるRXとも渡り合う。自身の手で決着をつけたいがゆえにライダーたちに「ジュダを侮るな」と警告する。
隠しステージ4-6「打倒BLACK RX」で最初に現れるジャーク将軍と連続で戦闘する。
彼もライダー扱いされているためか第1作の敵で唯一の本作品用ポリゴン絵が描かれており、パーフェクトガイドに掲載されている。
『2』ではアナザーワールドのボスとして登場し、条件を満たしてクリアするとプレイアブルキャラクターとして使用可能となる。
アポロガイスト
エリア3のボス。設定と顔グラフィックは『X』のものだがドットイラストは『ディケイド』に登場したリ・イマジネーション版の姿になっている。
専用剣のアポロフルーレや専用銃のアポロショット、刃のついた盾ガイストカッターなど多彩な武器を扱い、どんな間合いでの戦闘にも対応してくる。直属の戦闘員はゲルニュート。
Xライダーとの決着以外に興味がないのか、他のライダーとは「強者と戦える」以外の感情を示さない。彼を含めて宿敵は皆、自分自身の力でライダーを倒そうとしているため、ジュダの目的が「ライダーの殲滅」という情報を与える。
隠しステージ1-6「ライバルの結託」ではジェネラルシャドウと組んで襲いかかってくる。
ドラス（ネオ生命体）
エリア2のボス。
「ライダーを全て倒せば最強にする」というジュダの言葉を信じ、利用されてしまう。分子破壊光線マリキュレイザーの破壊力は凄まじく、至近距離の連射を受ければ確実に体力を削られてしまう。
Xライダーからは「父親にもらった身体」という共感を持たれる。また、ZOに似ているJに僅かながら興味を持つ。
隠しステージ2-5「仇なす者」では多数のワームサナギ体を付き従える。
ジェネラルシャドウ
エリア1のボス。
剣による斬撃のほか、トランプ手裏剣を投げつけたり、トランプ爆弾を地雷のように設置して自身は瞬間移動するなどトリッキーな戦法を使う。直属の戦闘員はマスカレイド・ドーパント。
ストロンガーのほか、トランプ占いで全ての行動を決めることから、関連するキーワードを持つブレイドやWにも勝利しようとする。ファイズを「『5』のスリーカード」とも表現して、受け付けられない様子。ジュダが仕組んだ今回の事件を「ゲーム」と称す。
隠しステージ1-6「ライバルの結託」ではアポロガイストと組んで襲いかかってくる。

#### 敵キャラクター（第1作）
◎は幹部格（中ボス）、（）内は登場ステージ。
ショッカー（初代）
ジャガーマン
イカデビル
ガラガランダ
ショッカー骨戦闘員
ゲルショッカー（初代）
ヒルカメレオン
ショッカーライダー（NO.1 - NO.6） ◎（2-2「霧への誘い」・2-6「驚異の科学」）
デストロン（V3）
カメバズーカ
クライシス帝国（BLACK RX）
ジャーク将軍 ◎（1-2「戦いの荒野」・4-6「打倒BLACK RX」）
戦闘員チャップ
ミラーモンスター（龍騎）
ギガゼール（紫）
ゲルニュート
レイドラグーン
ワーム（カブト）
ワームサナギ体
ワームサナギ体（変種）
ワームサナギ体（脱皮直前）
イマジン（電王）
モールイマジン（ブラック〈クロスハンド〉）
平行世界の怪人（ディケイド）
十面鬼ユム・キミル（ゲドン） ◎（3-3「灼熱」・4-6「医者と鬼」）
ドーパント（W）
マスカレイド・ドーパント
ウェザー・ドーパント ◎（4-3「凍える洞窟」・4-6「医者と鬼」）
ヤミー（オーズ/OOO）
屑ヤミー
ピラニアヤミー
ジュダの配下（オリジナル）
複製ジャガーマン
複製イカデビル
複製ガラガランダ
複製ヒルカメレオン
複製カメバズーカ

### 『2』より登場

#### プレイアブルキャラクター（『2』）
仮面ライダーウィザード
- 登場形態：フレイムスタイル、ウォータースタイル（『レボリューション』）、ハリケーンスタイル（『レボリューション』）、ランドスタイル（『レボリューション』）、フレイムドラゴン（『レボリューション』）、ウォータードラゴン（『レボリューション』）、ハリケーンドラゴン（『レボリューション』）、ランドドラゴン（『レボリューション』）、オールドラゴン（『レボリューション』）、インフィニティースタイル（超必殺技のみ〈『レボリューション』〉）
- ライダーアビリティ：ウィザードリング（『2』） - 魔法の指輪で様々な効果を発生させる。
チェンジリング（『レボリューション』） - 4つのスタイルにチェンジする。
- 超必殺技：キックストライク（フレイムスタイル〈『レボリューション』〉）、ドラゴンシャイニング（インフィニティースタイル〈『レボリューション』〉）
- 変身者：操真晴人
- 声 - 白石隼也（『レボリューション』）

『2』では、第1作におけるフォーゼのようにパスワードを入力すると隠しキャラクターとして登場する。ボスとの会話イベントや超必殺技はなく、必殺技とライダーアビリティのみ保有（ベルト音声は再生される）。
仮面ライダーメテオ
- 登場形態：ノーマル、メテオストーム（超必殺技のみ）
- ライダーアビリティ：メテオギャラクシー - マーズ・ジュピター・サターンのレバーを入れ替え、技を変更できる。
- 超必殺技：メテオストームパニッシャー（メテオストーム）、ライダーダブルキック・ジェネレーション（メテオ&フォーゼ ベースステイツ）
- 変身者：朔田流星
- 声 - 吉沢亮

仮面ライダーバース・プロトタイプ
- ライダーアビリティ：戦場の医師 - ライフチャージ効果をパートナーにも分けることができる。
- 超必殺技：ブレストキャノンシュート
- 変身者：伊達明
- 声 - 岩永洋昭

仮面ライダーアクセル
- 登場形態：ノーマル、アクセルトライアル（超必殺技のみ）、アクセルブースター
- ライダーアビリティ：エンジンメモリ - エンジンブレードの技をエレクトリック・ジェット・スチームの3種類で変更できる。
- 超必殺技：マシンガンスパイク（アクセルトライアル）
- 変身者：照井竜
- 声 - 木ノ本嶺浩

仮面ライダースカル
- ライダーアビリティ：ハードボイルド - 体力が少ないほどライダーパワーの増加率が上がる。
- 超必殺技：必殺キック
- 変身者：鳴海荘吉

仮面ライダーディエンド
- ライダーアビリティ：カメンライド - 仮面ライダーシザース・仮面ライダーデルタ・仮面ライダーサガの中から選んだ1体を技で召喚できる。
- 超必殺技：ディメンションシュート
- 変身者：海東大樹
- 声 - 戸谷公人

仮面ライダーキバーラ
- ライダーアビリティ：笑いのツボ - キバーラサーベルで敵のツボを突き、一定時間動きを止めることができる。
- 超必殺技：ソニックスタップ
- 変身者：光夏海

『2』では特定の条件を満たすと登場して仲間になる。
仮面ライダーイクサ
- 登場形態：バーストモード、ライジングイクサ（超必殺技のみ）
- ライダーアビリティ：正義の戦い（『2』） - 敵を倒すごとにボタンを集め、一定量集まるごとにパワーアップする。
753は315です！（『レボリューション』） - 体力を回復する。
- 超必殺技：ファイナルライジングブラスト（ライジングイクサ）
- 変身者：名護啓介
- 声 - 加藤慶祐（『レボリューション』）

仮面ライダーゼロノス
- 登場形態：アルタイルフォーム、ベガフォーム、ゼロフォーム（超必殺技のみ）
- ライダーアビリティ：デネブ憑依 - ベガフォームに変身し、ゼロノスノヴァとスプレンデッドエンドの連続攻撃を放つ。
- 超必殺技：バスターノヴァ（ゼロフォーム）
- 変身者：桜井侑斗
- 声 - 中村優一（『レボリューション』）

仮面ライダーNEW電王
- 登場形態：ストライクフォーム
- ライダーアビリティ：カウントダウン - カウント中に敵を倒すと経験値が上昇する。
- 超必殺技：カウンタースラッシュ（ストライクフォーム）
- 変身者：野上幸太郎
- 声 - 桜田通

仮面ライダーガタック
- 登場形態：マスクドフォーム、ライダーフォーム
- ライダーアビリティ：クロックアップ - カブト系ライダー共通のアビリティだが、発動時間がカブトより短く、カブトより早く再発動可能。
- 超必殺技：ライダーカッティング（ライダーフォーム）
- 変身者：加賀美新
- 声 - 佐藤汛（『レボリューション』）

仮面ライダー威吹鬼
- ライダーアビリティ：音撃管・烈風 - あらかじめ技で撃ち込んでおいた鬼石を炸裂させてダメージを与える。
- 超必殺技：音撃射 疾風一閃
- 変身者：イブキ（和泉伊織）
- 声 - 渋江譲二（『レボリューション』）

仮面ライダー轟鬼
- ライダーアビリティ：轟鬼ステージ（『2』） - その場で音撃弦を奏で、最後まで演奏し終わるとそれまでに倒した敵の数によって体力が回復する。
ディスクアニマル（『レボリューション』） - 茜鷹・瑠璃狼・緑大猿による援護攻撃。ダメージ・隙を与えて追撃しやすくする。
- 超必殺技：音撃斬 雷電激震
- 変身者：トドロキ（戸田山登巳蔵）
- 声 - 川口真五（『レボリューション』）

仮面ライダー斬鬼
- ライダーアビリティ：甦る雷 - 体力がなくなっても一度だけ復活することができる。
- 超必殺技：音撃斬 雷電斬震
- 変身者：ザンキ（財津原蔵王丸）
- 声 - 松田賢二（『レボリューション』）

弟子の轟鬼よりも体力が劣るが、各種ステータスが高いという特徴を持つ。
仮面ライダーギャレン
- ライダーアビリティ：ラウズカードチェンジ - 属性が違う以外はブレイド・レンゲルと同様。
- 超必殺技：バーニングディバイド
- 変身者：橘朔也
- 声 - 天野浩成

仮面ライダーカリス
- ライダーアビリティ：ラウズカードチェンジ - 剣系ライダー共通のアビリティだが、カリスだけ唯一属性技を持たない。
- 超必殺技：スピニングダンス
- 変身者：相川始（ジョーカー）
- 声 - 森本亮治（『レボリューション』）

仮面ライダーレンゲル
- ライダーアビリティ：ラウズカードチェンジ - 属性が違う以外はブレイド・ギャレンと同様。
- 超必殺技：ブリザードベノム
- 変身者：上条睦月
- 声 - 北条隆博（『レボリューション』）

仮面ライダーカイザ
- ライダーアビリティ：邪魔なんだよ！ - フォトンブラッドポイントをリロードする。ポイントがあるとそれを消費して一部の必殺技が変化する。
- 超必殺技：ゴルドスマッシュ
- 変身者：草加雅人
- 声 - 村上幸平（『レボリューション』）

仮面ライダーナイト
- 登場形態：ノーマル、サバイブ（超必殺技のみ）
- ライダーアビリティ：ダークウイング - 契約モンスターの闇の翼ダークウイングが超音波で攻撃し、敵の動きを止める。
- 超必殺技：疾風断（サバイブ）
- 変身者：秋山蓮
- 声 - 松田悟志（『レボリューション』）

仮面ライダーゾルダ
- ライダーアビリティ：マグナギガ - 契約モンスターの鋼の巨人マグナギガが上空からミサイルで攻撃する。
- 超必殺技：エンドオブワールド
- 変身者：北岡秀一
- 声 - 小田井涼平（『レボリューション』）

仮面ライダーG3-X
- ライダーアビリティ：人間の意地（『2』） - 体力が少ない時に起き上がると、一定時間防御力が上昇する。
GA-04アンタレス（『レボリューション』） - 敵やアイテムを引き寄せることができる。
- 超必殺技：ケルベロスファイヤー
- 装着者：氷川誠

仮面ライダーギルス
- ライダーアビリティ：咆哮 - 一定時間、防御力と引き換えに攻撃力が上昇する。
- 超必殺技：ギルスヒールクロウ
- 変身者：葦原涼
- 声 - 友井雄亮（『レボリューション』）

平成ライダーシリーズ2作目に登場する主要ライダーでありながら、コンシューマゲームでの使用可能キャラクターとしての登場は放送当時に発売された同作品単独のゲーム『仮面ライダーアギト』以来となる。

#### 協力者（『2』）
歌星賢吾
- 声 - 高橋龍輝

ステージ中に通信で進行の指示を出したり、HIT数を知らせてくれる。
城島ユウキ
- 声 - 清水富美加

「アイテムショップ」で整理をしたり、ライダーたちを「応援」するなどしてくれる。
エレファントアンデッド
- 人間体：大地

レンゲルのカード「リモート」で彼に解放されて使役され、ハンマーで敵を打ち砕く。
電波人間タックル
- 変身者：岬ユリ子

条件を満たすと使用できるストロンガーの隠し超必殺技にのみ登場。電波投げでストロンガーを援護する。

#### 宿敵（『2』）
ゴウラ
- 声 - 中尾良平

本作品におけるフォーゼの宿敵。前作のラスボスであるジュダのスポンサーであり、彼の残したテクノロジーで今回の事件を裏で操っていた黒幕。彼が使う改造ディエンドライバーは異なるカードデータを無理やり合成させる能力を持ち、それによってライダーや怪人の記憶を作り替えて戦わせていた。つまり本作品で登場する敵ライダーや怪人は全員本人ではなく、偽りの記憶を与えられて操られていた存在であり、この所業にはほぼ全てのプレイアブルライダーが激怒し、ゾルダも「立派な詐欺罪。弁護する気もない」と述べた。その最終目的は自身が集めたデータと改造ディエンドライバーの力で世界を支配する最強の兵士を生み出すことにある。
暴走ゴウラ
ラストステージの後半戦に登場。ストラスとアガレスを倒され逆上したゴウラが、すべての組織の怪人のデータを無理やり改造ディエンドライバーで融合させた結果、暴走した改造ディエンドライバーのエネルギーに飲み込まれて変貌した巨大な結晶の怪物。一人称が「俺」から「私」に変化している。様々な効果を発揮する結晶を自在に操り、多彩な技を使ってくる。攻撃を受けることによって身体を構成する結晶体が透き通った青から黒ずんでいき、淡紅へと変色してから放ち出すエネルギー球体は、凄まじい爆発力でライダーの体力を一気に削ってしまう。
ストラス、アガレス
ラストステージの前半戦に登場。ゴウラに造られた最強の戦士コンビ。人工素体に収集された仮面ライダーのデータを改造ディエンドライバーによって融合させて、人工的に誕生した。全てのパワーとテクニック、そして怪人の憎しみと闘争本能をミックスした純粋な戦闘兵士で、ストラスが「技」、アガレスが「力」を司る。ストラスは四肢から発生させるエネルギー剣、アガレスは巨大な腕で地面を叩いて衝撃波を放ち、攻撃する。
恐竜グリード
- 変貌者：真木清人

オーズの宿敵。ワールド6ボス。『2』に登場するのはゴウラが持つライダーカードで生み出された存在だが、真木本人だという記憶を植えつけられ、再び世界に「良き終わり」をもたらそうと企む。バース・プロトタイプに対しては心を開いた数少ない人物として敵意以外の感情がある。
仮面ライダーコア
- 声 - 立木文彦

ワールド5ボス。ゴウラが入手していたメモリーメモリとサソリ・カニ・エビのコピーコアメダルを使ったことで復活。「地球の記憶」があるためかオーズとWへの怨恨は残っており、1号とは自身の原点ともいえる存在からか、対峙することを「因果」と称している。
下記のワールドボスとして登場する5体のライダーは特定の条件を満たすとプレイアブルキャラクターとして使用可能となる。『レボリューション』でも使用可能。
仮面ライダーエターナル
- 登場形態：ブルーフレア
- ライダーアビリティ：NEVER - ライダーパワーがある限り、体力がなくなっても何度でも復活することができる。
- 超必殺技：エターナルネバーエンド（ブルーフレア）
- 変身者：大道克己
- 声 - 松岡充（『レボリューション』）

Wの宿敵。ワールド4のボスとして登場する。原作と変わらない非情な性格にフィリップは再び怒りを覚えるも、消滅する直前に今回の事件の黒幕であるゴウラの存在を教えたことからやはり「仮面ライダー」だったと評された。また、スカルが自身と同じ故人だということに本能とも言える第六感で気づいた。
仮面ライダーオーディン
- ライダーアビリティ：瞬間移動 - 入力方向に瞬時にワープする。ダウンしていても一瞬で復帰できる。
- 超必殺技：エターナルカオス
- 声 - 小山剛志（『レボリューション』）

ナイトの宿敵。ワールド3のボスとして登場する。龍騎からは危険視されている。『龍騎』本編では不明だったエターナルカオスは『クライマックスヒーローズ』シリーズ同様、強烈な光で技の詳細がわからないという演出になっている。
仮面ライダーキックホッパー
- ライダーアビリティ：クロックアップ（『2』） - カブト系ライダー共通のアビリティ。
地獄兄弟（『レボリューション』） - パンチホッパーと組むとボス戦で能力が上昇する。
- 超必殺技：ライダーキック
- 変身者：矢車想
- 声 - 徳山秀典

弟分であるパンチホッパーと共にワールド2のボスとして登場する。自身らの人生転落の契機となったカブトとの対決にこだわる。ゴウラにライダーたちを倒せばパンチホッパーを元に戻してくれると言われたらしく容赦なく襲い掛かってくる。
仮面ライダーパンチホッパー
- ライダーアビリティ：クロックアップ（『2』） - カブト系ライダー共通のアビリティ。
地獄兄弟（『レボリューション』） - キックホッパーと組むとボス戦で能力が上昇する。
- 超必殺技：ライダーパンチ
- 変身者：影山瞬
- 声 - 内山眞人

兄貴分であるキックホッパーと共にワールド2のボスとして登場する。体はネイティブの状態らしく、そのことをキックホッパーから心配されている。
仮面ライダー王蛇
- ライダーアビリティ：イライラするんだよ（『2』） - 敵の攻撃を受けるとゲージが溜まり、敵のガード（スーパーアーマー）を弾けるようになるが味方にも攻撃が当たる。
ベノスネーカー（『レボリューション』） - 契約モンスターのベノスネーカーが毒の息を敵に吹きかける。
- 超必殺技：ドゥームズデイ
- 変身者：浅倉威
- 声 - 萩野崇（『レボリューション』）

ワールド1のボスとして登場する。

#### 敵キャラクター（『2』）
◎は幹部格（中ボス）、☆はステージボス。（）内は登場ステージ
ショッカー（初代）
蜘蛛男
ジャガーマン
イカデビル
ガラガランダ
ショッカー骨戦闘員
ゲルショッカー（初代）
ヒルカメレオン
ショッカーライダー（NO.1 - NO.6） ◎（4-4「襲・撃・包・囲」・6-2「怪・人・行・進」・A-14「残・党・怪・人」）
デストロン（V3）
カメバズーカ
デストロン戦闘員
GOD秘密機関（X）
キングダーク ☆（3-3「鋼・鉄・巨・人」）
GOD工作員
ブラックサタン（ストロンガー）
ブラックサタン戦闘員
改造魔人（ストロンガー）
ジェネラルシャドウ ☆（A-3「切・札・占・師」）
ドグマ王国（スーパー1）
ドグマファイター
クライシス帝国（BLACK RX）
グランザイラス ◎（5-2「怪・魔・坑・道」・A-13「結・晶・暗・夜」）
ジャーク将軍 ◎（5-2「怪・魔・坑・道」・6-6「激・闘・空・間」・A-13「結・晶・暗・夜」）
戦闘員チャップ
ネオ生命体（ZO）
ドラス ☆（A-4「創・造・生・命」）
グロンギ（クウガ）
ン・ダグバ・ゼバ ☆（A-7「究・極・之・闇」）
ゲームクリア後、さらに特定の条件を満たすことで挑戦できる。ラストステージで戦うストラス・アガレス・暴走ゴウラをも上回る、事実上本作品最強の怪人。
アンノウン（アギト）
アントロード フォルミカ・ベデス
ミラーモンスター（龍騎）
ギガゼール（紫）
ゲルニュート
レイドラグーン
激情態オルフェノク（劇場版 仮面ライダー555 パラダイス・ロスト）
エラスモテリウムオルフェノク ☆（1-2「獰・猛・番・犬」）
ローチ（剣）
ダークローチ
アルビローチ
ワーム（カブト）
ワームサナギ体
ワームサナギ体（変種）
ワームサナギ体（脱皮直前）
イマジン（電王）
モールイマジン（ブラック〈クロスハンド〉）
時間犯罪者（劇場版 仮面ライダー電王 俺、誕生! ）
仮面ライダーガオウ ◎（2-3「砂・塵・遺・跡」・6-6「激・闘・空・間」・A-6「屈・強・闘・士」）
大ショッカー大幹部（ディケイド）
十面鬼ユム・キミル ◎（5-5「足・元・注・意」 A-6「屈・強・闘・士」 ）
アポロガイスト ☆（A-5「太・陽・制・裁」）
- 変異者：ガイ

ドーパント（W）
マスカレイド・ドーパント
ナスカ・ドーパント
ウェザー・ドーパント ◎（4-2「暗・夜・教・会」・6-6「激・闘・空・間」・A-11「再・臨・記・憶」）
ヤミー（オーズ/OOO）
屑ヤミー
ピラニアヤミー
クラゲヤミー
グリード（オーズ/OOO）
メダルの器 暴走態 ◎（6-4「浮・遊・回・廊」）
直接は戦わず、背景で存在を確認可能。屑ヤミーを生み出し空中から落としてくる。
ゾディアーツ（フォーゼ）
スコーピオン・ゾディアーツ
- 変異者：園田紗理奈
- 声 - 竹本英史（『2』のみ）

リブラ・ゾディアーツ
- 変異者：速水公平
- 声 - 天野浩成（『2』のみ）

ヴァルゴ・ゾディアーツ
- 変異者：江本州輝
- 声 - 田中理恵（『2』のみ）

レオ・ゾディアーツ ◎（5-3「灼・熱・咆・哮」・6-4「透・明・冷・徹」・A-15「黄・道・遺・跡」）
- 変異者：立神吼
- 声 - 横山一敏（『2』のみ）

ダスタード
新製造怪人（オリジナル）
複製蜘蛛男
複製ジャガーマン
複製イカデビル
複製ガラガランダ
複製ヒルカメレオン
複製カメバズーカ

### 『レボリューション』より登場

#### プレイアブルキャラクター（『レボリューション』）
仮面ライダーエグゼイド
- 声 - 飯島寛騎

仮面ライダーブレイブ
- 声 - 瀬戸利樹

仮面ライダースナイプ
- 声 - 松本享恭

2017年1月11日に無料ダウンロードコンテンツとして追加配信されたキャラクター。
仮面ライダーゴースト
- 登場形態：オレ魂、ムサシ魂、エジソン魂、ロビン魂、ニュートン魂、ベートーベン魂、ビリー・ザ・キッド魂、ベンケイ魂、闘魂ブースト魂、ゴエモン魂、リョウマ魂、ヒミコ魂、グレイトフル魂（超必殺技のみ）、ムゲン魂（超必殺技のみ）
- 声 - 西銘駿

仮面ライダースペクター
- 登場形態：ノーマル、ツタンカーメン魂、ノブナガ魂、フーディーニ魂、ディープスペクター
- 声 - 山本涼介

仮面ライダーネクロム
- 登場形態：ノーマル、サンゾウ魂、グリム魂
- 声 - 磯村勇斗

仮面ライダーダークゴースト
- 登場形態：ノーマル、ナポレオン魂、仮面ライダーエクストリーマー
- 声 - 木村了

2016年12月21日に無料ダウンロードコンテンツとして追加配信されたキャラクター。
仮面ライダードライブ
- 登場形態：タイプスピード、タイプワイルド、タイプテクニック、タイプデッドヒート、仮面ライダーゼロドライブ、タイプフォーミュラ（超必殺技のみ）、タイプトライドロン（超必殺技のみ）
- 声 - 竹内涼真

仮面ライダーマッハ
- 登場形態：ノーマル、デッドヒートマッハ
- 声 - 稲葉友

仮面ライダーチェイサー
- 登場形態：仮面ライダーチェイサー、魔進チェイサー
- 声 - 上遠野太洸

仮面ライダー鎧武
- 登場形態：オレンジアームズ、パインアームズ、イチゴアームズ、バナナアームズ、カチドキアームズ（超必殺技のみ）、極アームズ
- 声 - 佐野岳

仮面ライダーバロン
- 登場形態：バナナアームズ、マンゴーアームズ、リンゴアームズ、ロード・バロン
- 声 - 小林豊

仮面ライダー龍玄
- 登場形態：ブドウアームズ、キウイアームズ、仮面ライダー龍玄・黄泉 ヨモツヘグリアームズ
- 声 - 高杉真宙

仮面ライダー斬月
- 登場形態：メロンアームズ、ウォーターメロンアームズ、仮面ライダー斬月・真 メロンエナジーアームズ
- 声 - 久保田悠来

仮面ライダービースト
- 声 - 永瀬匡

仮面ライダーなでしこ
- 声 - 真野恵里菜

仮面ライダーデルタ
- 声 - 原田篤

仮面ライダーアマゾンオメガ
- 声 - 藤田富

仮面ライダーアマゾンアルファ
- 声 - 谷口賢志

仮面ライダー1号（THE FIRST）
- 声 - 黄川田将也

仮面ライダー2号（THE FIRST）
- 声 - 高野八誠

仮面ライダーV3（THE NEXT）
- 声 - 加藤和樹

ホースオルフェノク
- 登場形態：格闘態、疾走態、仮面ライダーオーガ（超必殺技のみ）
- ライダーパワー：疾走態 - 一時的に疾走態に変化する。特定の場所でのみ発動可能。
- 超必殺技：オーガストラッシュ（仮面ライダーオーガ）
- 変異者：木場勇治

ハートロイミュード
- 登場形態：進化態、超進化態、仮面ライダーハート タイプミラクル（超必殺技のみ）
- ライダーパワー：超進化態 - 一時的に超進化態となり、攻撃力が強化される。
- 超必殺技：ハートドロップ（タイプミラクル）
- 人間体：ハート
- 声 - 蕨野友也

ショッカー骨戦闘員
特定のミッションでのみ使用可能。

#### 協力者（『レボリューション』）
ルネス
- 声 - 藤村歩

#### 敵キャラクター（『レボリューション』）
☆はボス。
ネヴァン ☆
本作品の黒幕。
ディルゼルド ☆
本作品のラスボス。ネヴァンが起動させた最終兵器。
ショッカー
蜘蛛男 ☆
ジャガーマン
イカデビル
ガラガランダ ☆
ゲルショッカー
ヒルカメレオン ☆
ショッカーライダーNo.1
デストロン
カメバズーカ
デストロン戦闘員
GOD機関
アポロガイスト ☆
GOD戦闘工作員
ブラックサタン
ブラックサタン戦闘員
デルザー軍団
ジェネラルシャドウ ☆
クライシス帝国
ジャーク将軍 ☆
グランザイラス
チャップ
ネオ生命体
ドラス ☆
グロンギ
ン・ダグバ・ゼバ ☆
アンノウン
アントロード フォルミカ・ペデス
ミラーモンスター
ギガゼール（紫）
シアゴースト
レイドラグーン
ゲルニュート
ローチ
ダークローチ
アルビローチ
ワーム
サナギ体
サナギ体（変種）
イマジン
モールイマジン（黒〈クロスハンド〉）
時間犯罪者
仮面ライダーガオウ
大ショッカー
十面鬼ユム・キミル ☆
ドーパント
ウェザー・ドーパント
ナスカ・ドーパント ☆
タブー・ドーパント ☆
ユートピア・ドーパント ☆
アイスエイジ・ドーパント
マスカレイド・ドーパント
グリード
ウヴァ ☆
カザリ ☆
ガメル ☆
メズール ☆
恐竜グリード ☆
アンク ☆
ヤミー
アゲハヤミー
サメヤミー
ピラニアヤミー
クラゲヤミー
屑ヤミー
ゾディアーツ
サジタリウス・ゾディアーツ ☆
ドットイラストはサジタリウス・ノヴァになっている。
スコーピオン・ゾディアーツ
リブラ・ゾディアーツ
レオ・ゾディアーツ ☆
ヴァルゴ・ゾディアーツ
アリエス・ゾディアーツ
ダスタード
レオ・ダスタード（赤）
レオ・ダスタード（白）
ファントム
フェニックス ☆
メデューサ
グレムリン ☆
ワータイガー
ケットシー
レギオン
グール
白い魔法使い ☆
- 変身者：笛木奏、コヨミ

インベス
レデュエ ☆
初級インベス（青）
初級インベス（赤）
初級インベス（緑）
ロイミュード
ゴルドドライブ ☆
眼魔
眼魔ウルティマ ☆
- 変異者：アデル

刀眼魔
槍眼魔
電気眼魔
眼魔アサルト
眼魔コマンド

## その他
オースキャナー
- 声 - 串田アキラ

ガイアメモリ、キングラウザー
- 声 - 立木文彦

ディケイドライバー、ディエンドライバー、ケータッチ
- 声 - マーク・大喜多

キバットバットIII世
- 声 - 杉田智和

魔皇竜タツロット
- 声 - 石田彰

マチェーテディ
- 声 - 小野大輔（『2』）

デネビックバスター
- 声 - 大塚芳忠（『2』より）

ナレーション（第1作）
- 声 - 中田譲治

ナレーション（『2』）
- 声 - 檜山修之

## その他の声優
出演作品が明記されていない声優は全作品に出演。
- 稲田徹（仮面ライダー1号）
- 会一太郎（仮面ライダーファイズ〈第1作、『2』〉）
- 大石達也（仮面ライダーキバ〈第1作、『2』〉）
- 岡本寛志（仮面ライダー龍騎〈第1作、『2』〉）
- 河本啓佑（仮面ライダーブレイド〈第1作〉）
- 滝下毅（仮面ライダーカブト）
- 平井啓二（仮面ライダーBLACK / 仮面ライダーBLACK RX〈第1作、『2』〉）
- 藤本たかひろ（仮面ライダー2号）
- 松原大典（仮面ライダークウガ）
- 宮坂俊蔵（仮面ライダーアギト〈第1作、『2』〉）
- 森岳志（仮面ライダーストロンガー〈第1作、『レボリューション』〉）
- 山田真一（仮面ライダーアマゾン）
- 山本圭一郎（仮面ライダー響鬼〈第1作、『2』〉）
- 福原耕平（仮面ライダーオーディン〈『2』〉）
- 田中大文（仮面ライダーV3〈『2』より〉）
- 平野正人（ライダーマン〈『2』より〉）
- 麻生智久（仮面ライダーX〈『2』より〉）
- 里内信夫（仮面ライダーストロンガー〈『2』〉）
- 金光祥浩（スカイライダー〈『2』より〉）
- 根本幸多（仮面ライダースーパー1〈『2』より〉）
- 堀之紀（仮面ライダーZX〈『2』より〉）
- 阿座上洋平（仮面ライダーシン〈『2』〉、仮面ライダーG3-X〈『レボリューション』〉）
- 小原雅人（仮面ライダーZO〈『2』より〉）[24]
- 高橋裕吾（仮面ライダーJ〈『2』〉）
- 三宅淳一（仮面ライダーG3-X〈『2』〉）
- 金本涼輔（仮面ライダーギルス〈『2』〉、仮面ライダー威吹鬼〈『2』〉）
- 馬場圭介（仮面ライダーカリス〈『2』〉）
- 前田邦宏（仮面ライダーレンゲル〈『2』〉）
- 神島正和（仮面ライダー斬鬼〈『2』〉）
- 高橋剛（仮面ライダー轟鬼〈『2』〉）
- 鈴木賢（仮面ライダーガタック〈『2』〉、仮面ライダーシン〈『レボリューション』〉）
- 金子有希（仮面ライダーキバーラ〈『2』〉）
- 神奈延年（仮面ライダースカル〈『2』より〉）
- 松本考平（仮面ライダーエターナル〈『2』〉）
- 今村直樹（『2』）
- 山中まどか（電波人間タックル〈『2』〉）
- 尾崎裕紀（仮面ライダーナイト〈『2』〉）
- 丸山徹（仮面ライダーゾルダ〈『2』〉）
- 砥出恵太 （仮面ライダーカイザ〈『2』〉）
- 赤羽根健治（仮面ライダーゼロノス〈『2』〉）
- 橋詰知久（仮面ライダーイクサ〈『2』〉）
- 三浦祥朗（仮面ライダー王蛇〈『2』〉）
- 堀曜宏（仮面ライダーフォーゼ〈『レボリューション』〉）
- 石原朋典（仮面ライダーW（フィリップ）〈『レボリューション』〉）
- 横山由梨（仮面ライダーキバーラ〈『レボリューション』〉）
- 増尾興佑（仮面ライダーキバ〈『レボリューション』〉）
- 粕谷雄太（仮面ライダー電王〈『レボリューション』〉）
- 奥畑幸典（仮面ライダーJ〈『レボリューション』〉）
- 小川慎太郎（ホースオルフェノク / 仮面ライダーオーガ『レボリューション』）
- 荒井聡太（『レボリューション』）

## 特典
- 初回限定特典
  - 仮面ライダーバトル ガンバライドのプロモーションカード「シャッフルヒーローズカード」（第1作） - 1号からオーズ（シン、ZO、Jは除く）までのライダー24人の中からランダムで出現する。
  - 仮面ライダーバトル ガンバライジングのプロモーションカード「仮面ライダーエグゼイド アクションゲーマー レベル2」（『レボリューション』[注 4]） - バースト必殺技として、歴代の仮面ライダー（1号からエグゼイドまで、BLACK、シン、ZO、Jは除く）全員によるオールライダーキックが見られる[25]。
- 予約特典
  - DSケース差替えジャケット「オールライダー着せ替えタイトルシート」（第1作）
  - 「禁断の50ライダー即解放ステッカーブック」（『2』）
  - 『仮面ライダー ブットバソウル』のメダル「仮面ライダーエグゼイド アクションゲーマー」（『レボリューション』） - マイティが応援する特殊な演出が見られる[26]。

## 関連商品
- エンタテインメント書籍編集部 編『オール仮面ライダー ライダージェネレーション パーフェクトガイド』ソフトバンククリエイティブ、2011年8月30日。ISBN 978-4797366679。
  - 公式サイトでは非公開の隠しステージ2-6「驚異の科学」、3-6「精鋭部隊」出現パスワードを掲載。